# Avalancha (álbum)
Avalancha es el título del cuarto y último álbum de estudio del grupo español de rock Héroes del Silencio. Fue grabado en los estudios Soundcastle en Los Ángeles, California, bajo la producción de Andrew Jackson y Bob Ezrin. La discográfica EMI lo lanzó al mercado el 18 de septiembre de 1995. El ingeniero de sonido fue Andrew Jackson y el ayudante de ingeniero, Chris Roberts.
Este disco marcó una notable diferencia en el estilo musical de la banda con respecto a los álbumes previos Senderos de traición (1990) y El espíritu del vino (1993). Se incorporó a la banda el guitarrista mexicano Alan Boguslavsky oficialmente como un integrante del grupo.
Las letras denotan una preocupación o un modo de sentir referente a temas sociales.
En este disco Juan Valdivia toma una influencia todavía más marcada del Hard rock en sus riffs. También hay influencias de bandas grunge como Soundgarden o Alice in Chains. 
Los demos fueron grabados en un retiro de la zona de Los Pirineos, llamado, "El Hospital de Benasque", lugar que fue aprovechado durante la época laboral para cerrarlo y comenzar a trabajar en lo que fuera su 4.º trabajo de estudio; además, fue un momento para entibiar las relaciones entre los miembros de la banda, que ya se empezaban a tornar tormentosas. De estas sesiones se extrajeron los demos que en su tiempo fueron publicados por El Exceso S.L., en edición limitada, y que más tarde fueron publicados en el disco Rarezas.
En un principio se tenía en mente, que el disco se llamase Babel, una perfecta continuación a lo que fuera El espíritu del vino, pero la canción que daría título al álbum no se terminó a tiempo y se optó por que «Avalancha» fuese la que titulara al disco, siendo incluido el tema Babel en el álbum Rarezas en 1998. El álbum fue número uno en España y entró en el top 30 en Alemania. La canción «Avalancha» aparece en el videojuego de simulación musical Guitar Hero III: Legends of Rock siendo la primera canción en español de la serie, la cual está disponible en los bonus tracks como canción desbloqueable.

## Listado de canciones
Todas las canciones fueron compuestas por Enrique Bunbury, Juan Valdivia, Joaquín Cardiel, Alan Boguslavsky y Pedro Andreu.
| N.º | Canción                                    | Duración |
| --- | ------------------------------------------ | -------- |
| 1.  | Derivas                                    | 0:59     |
| 2.  | Rueda, fortuna!                            | 4:08     |
| 3.  | Deshacer el mundo                          | 4:46     |
| 4.  | Iberia sumergida                           | 5:17     |
| 5.  | Avalancha                                  | 5:55     |
| 6.  | En brazos de la fiebre                     | 4:44     |
| 7.  | Parasiempre                                | 4:04     |
| 8.  | La chispa adecuada (Bendecida 3)           | 5:26     |
| 9.  | Días de borrasca (Víspera de resplandores) | 6:24     |
| 10. | Morir todavía                              | 4:14     |
| 11. | Opio                                       | 6:17     |
| 12. | La espuma de Venus                         | 6:17     |

## Sencillos
| N.º | Canción            | Fecha de publicación |
| --- | ------------------ | -------------------- |
| 1.  | Iberia Sumergida   | 1995                 |
| 2.  | La Chispa Adecuada | Noviembre de 1995    |
| 3.  | Deshacer el Mundo  | 1996                 |

## Videoclips
| N.º | Canción            | Año de publicación | Descripción |
| --- | ------------------ | ------------------ | --- |
| 1.  | Iberia Sumergida   | 1995               | Lugar de grabación: Madrid. Detalles: Para este videoclip se simularon unas cavernas de cuyo techo caía vino constantemente, con animales y extraños personajes alrededor del grupo. Dirección: Carlos Miranda y Juan Marrero, Realización: Factoría Clip, ISRC: ES-108 95 0003-0 |
| 2.  | La Chispa Adecuada |                    | Lugar de grabación: Madrid. Detalles: Para este videoclip se desarrolla en un desierto entre imágenes surrealistas con mucho color. Dirección: Carlos Miranda y Juan Marrero, Realización: Factoría Clip, ISRC: ES-108 95 0005-0                                                  |
| 3.  | Avalancha          | 1996               | Lugar de grabación: Las Vegas. Dirección: Carlos Miranda y Juan Marrero, Realización: Factoría Clip, ISRC: ES-108 96 0001-0 |

## Curiosidades
- En el libreto del disco, la canción Rueda, Fortuna! contiene una estrofa que no es cantada en el tema:

"*¿qué nos puso frente a frente
del tictac y de la suerte?
cierra el cerco de lo imposible,
lo imprevisible y lo providencial
el porvenir dura demasiado y
el tiempo será una moda
ya nada es como antes,
o eso al menos quisiera..."

## Créditos
Héroes del Silencio
- Enrique Bunbury - Voz.
- Juan Valdivia - Guitarra solista.
- Joaquín Cardiel - Bajo eléctrico, Coros.
- Pedro Andreu - Batería.
- Alan Boguslavsky - Guitarra rítmica.

Producción
- Bob Ezrin - Producción.
- Andrew Jackson - Ingeniería de sonido.
- Chris Roberts - Asistente de ingeniería.
- Ipsum Planet - Diseño.
- Joaquín Cardiel, Ruper Kitchen, Javier Salas - Fotografía.